# 1375
1375 је била проста година.

## Догађаји
- Википедија:Непознат датум — Свети Јефрем је изабран за српског патријарха
- Википедија:Непознат датум — Пад Киликијске Јерменије

## Рођења
- Википедија:Непознат датум — Оливера Лазаревић, . († 1444)

## Смрти
- 21. децембар — Ђовани Бокачо, италијански писац. (*1313).
- Википедија:Непознат датум — Свети Сава IV - српски патријарх